# Cis chinensis
Cis chinensis là một loài bọ cánh cứng trong họ Ciidae. Loài này được Lawrence miêu tả khoa học năm 1991.